# وليام ويستمورلاند
وليام ويستمورلاند William Westmoreland (1914 – 2005) كان جنرالا في جيش الولايات المتحدة الأمريكية، تولى قيادة العمليات العسكرية الأمريكية في حرب فيتنام في ذروتها من عام 1964 حتى 1968. تبنى سياسة الاستنزاف ضد جبهة التحرير الوطني لفيتنام الجنوبية والجيش الفيتنامي الشمالي. خدم فيما بعد رئيسا لأركان الجيش الأمريكي من عام 1968 حتى 1972.
توفي في 18 يوليو 2005 في سن 91، في تشارلستون بولاية كارولينا الجنوبية. ودفن يوم 23 يوليو 2005 في مقبرة ويست بوينت. وسمي تكريما جسر ويستمورلاند في تشارلستون.

## روابط خارجية
- وليام ويستمورلاند على موقع الموسوعة البريطانية (الإنجليزية)
- وليام ويستمورلاند على موقع مونزينجر (الألمانية)
- وليام ويستمورلاند على موقع إن إن دي بي (الإنجليزية)